# Trachylepis binotata
Trachylepis binotata är en ödleart som beskrevs av  Bocage 1867. Trachylepis binotata ingår i släktet Trachylepis och familjen skinkar. Inga underarter finns listade i Catalogue of Life.